# Verneil-le-Chétif
Verneil-le-Chétif település Franciaországban, Sarthe megyében. Lakosainak száma 586 fő (2022. január 1.). Verneil-le-Chétif Mayet, Aubigné-Racan, Lavernat és Vaas községekkel határos.

## Népesség
A település népessége az elmúlt években az alábbi módon változott:
| Lakosok száma | 619  | 625  | 729  | 613  | 610  | 594  | 578  | 577  | 586  |
|               | 2013 | 2015 | 2016 | 2017 | 2018 | 2019 | 2020 | 2021 | 2022 |